# نظریه گالوا

نمودار مشبکه الحاق رادیکال 2 و رادیکال 3 به اعداد گویا، زیر میدان های آن، و گروه های گالوایشان.

در ریاضیات، نظریه گالوا ارتباطی بین نظریه میدان‌ها و نظریه گروه‌ها ایجاد می‌کند. با استفاده از نظریۀ گالوا، برخی از مسائل نظریۀ میدان‌ها را می‌توان به مسائل نظریۀ گروه‍‌ها تقلیل داد، که از جنبه‌هایی ساده‌تر بوده و بهتر فهمیده می‌شود. همچنین با استفاده از آن برخی مسائل کلاسیک باستانی لاینحل، حل شدند؛ مثل مسئلۀ تضعیف مکعب، تثلیث زاویه (مسئله سوم باستانی، یعنی تربیع دایره هم حل‌ناپذیر است، اما حل‌ناپذیری‌اش توسط روش‌های دیگری نشان داده شده)، نشان دادن این که هیچ فرمولی برای ریشه‌های چند‌جمله‌ای‌های درجۀ پنج وجود ندارد و نشان دادن این که کدام چندضلعی‌ها ساختنی هستند. 
این موضوع ریاضیاتی به افتخار اواریست گالوا که ریشه‌ها را برای مطالعۀ چندجمله‌ای ها معرفی کرد نامگذاری شد. او چندجمله ای هایی که حل‌پذیر با رادیکال‌ها هستند را براساس خواص گروه جایگشت‌های ریشه‌هایشان مشخصه‌سازی کرد، یک چند جمله‌ای توسط رادیکال ها حلپذیر است اگر ریشه‌هایش را بتوان توسط فرمول‌هایی شامل اعداد صحیح، ریشه‌های nام و چهار عمل پایه‌ای حساب بیان کرد. 
این نظریه توسط ریچارد ددکیند، لئوپولد کرونکر، امیل آرتین و دیگرانی که به طور خاص گروه جایگشت ریشه‌ها را به صورت گروه خودریختی‌های یک توسیع میدانی توصیف کردند، در میان ریاضیدانان معروف شده و توسعه پیدا کرد. 
نظریه گالوا به اتصالات گالوایی و نظریۀ گالوای گروتندیک تعمیم یافته است.